# Tabanus cinerescens
Tabanus cinerescens är en tvåvingeart som beskrevs av Macleay 1826. Tabanus cinerescens ingår i släktet Tabanus och familjen bromsar. Inga underarter finns listade i Catalogue of Life.